# Stimmloser palataler Plosiv
Der stimmlose palatale Plosiv (ein stimmloser, am harten Gaumen gebildeter Verschlusslaut) hat in verschiedenen Sprachen folgende lautliche und orthographische Realisierungen:
- Ungarisch [⁠c⁠]: Ty, ty 
  - Beispiele: tyúk [ˈcuːk] „Huhn“, Mátyás [ˈmaːcaːʃ] „Matthias“, báty [ˈbaːc] „großer Bruder“
- Tschechisch: Ť, ť
  - Beispiele: labuť „Schwan“, Baťa aus Tschechien stammender Schuhproduzent, siehe Bata (Konzern)
- Polnisch: Ki, ki
  - Beispiele: kiedy [ˈcɛdɪ] „wann“, kiosk [ˈcɔsk] „Kiosk“, kierownik [cɛˈrɔvɲik] „Direktor, Leiter“
- Albanisch: Q, q
  - Beispiele: qen [cɛn] „Hund“
- Lettisch: Ķ, ķ
  - Beispiele: ķēde [cɛ̄ːdɛ] „Kette“
- Katalanisch: 
  - Beispiel, auf Teil der Balearen: tomàquet [toˈma.cət] ‘Tomate’
- Persisch: ک (überall außer vor ɑ, o und u)
  - Beispiel: کمک [komæc] ‘Hilfe’